# EMOBILE 4G-S
EMOBILE 4G-S（イー・モバイル フォージー エス）とは、イー・アクセス自社網(当時)ではなく、ソフトバンク(当時)傘下のWireless City Planning(WCP)が提供するAdvanced eXtended Global Platform(AXGP)網とソフトバンクモバイル(当時、以下同。略称は、ソフトバンク株式会社となった現在もSBM)のULTRA SPEED網、ないしは、ソフトバンクモバイル(SBM)のULTRA SPEED網とダブルLTE網(ダブルLTEの1800MHz帯域は自社網)のいずれかを利用した、MVNOによるスマートフォン向け通信サービスである。
なお、Y!mobileブランドでは、この名称は利用されておらず、新たな名称も用いられていない。

## 概要
2013年8月20日に開始された、WCP社およびSBMの2社のMVNOとして、イー・モバイルブランドで提供されるスマートフォン向けサービス。自社の3G網を一切使用しない事から、従来の利用者については、使い勝手が大きく異なるため、注意が必要（機種によっては自社のLTE網も使用できない物があり、その場合SoftBank網のみの利用なのでエリアが全く異なる。また、EMモバイルブロードバンドは使えない。通信量に制限が有る）。毎月の利用料金については、ソフトバンクモバイル（現・ソフトバンク）が受託する形となるため、ソフトバンクモバイルから請求される。
また、EMOBILE 4G-S以外のイー・モバイルブランド契約者が本契約に切り替える場合は、解約・新規とほぼ同様の扱いとなり、従来のイー・モバイルブランドでの利用期間はリセットされ、FMCサービスと併用していた場合は、当然にADSLやフレッツ光契約も解除となる。ただし、従来のイー・モバイルブランドの音声契約（EMOBILE LTEデータ契約を含む）からの変更の場合はMNPにて同番移行が可能である。この場合のMNP転出手数料はかからない。逆に、EMOBILE 4G-S以外のイー・モバイルブランドの契約に切り替える場合は、MNP転出手数料がかかる。
電話番号は、総務省がワイモバイルに割り当てたものではなく、ソフトバンクモバイルに割り当てたもの（契約地域に関わらず、ソフトバンクモバイルの関東・甲信越エリア（旧ジェイフォン東京の営業地域）用に確保されている番号）が附番される。
2013年11月15日に、AXGP網ではなく、ダブルLTE網を利用したサービスも開始された。ダブルLTE網を利用したサービスは、当然ながら一部自社網であるが、ソフトバンクモバイルのMVNO扱いという複雑な形となる（TCA上は、ソフトバンクモバイル契約にカウントされる。またSIMにはEMOBILEのロゴは有るもののHPLMNがSoftBankであるので、Band3接続時もSoftBank網として接続する。そのため画面表示は常にSoftBank。手動選択でEMOBILEを選択してもアタッチ出来ない。対して純粋なワイモバイル端末であるGL07S用SIMをNexus 5に挿すと表示はEMOBILEとなる）。なお、Y!mobileブランドのスマホプランに切り変えず、EMOBILE 4G-Sの契約のままであっても、何らかの理由により、USIMカードをY!mobileブランドのものに交換した場合は、利用しているネットワークは同一ながら、Y!mobileの表示がなされる。
本契約用のUIMカードは、他のSIMフリー端末に差しても機能しないと発表されているが、実情は定かでない。

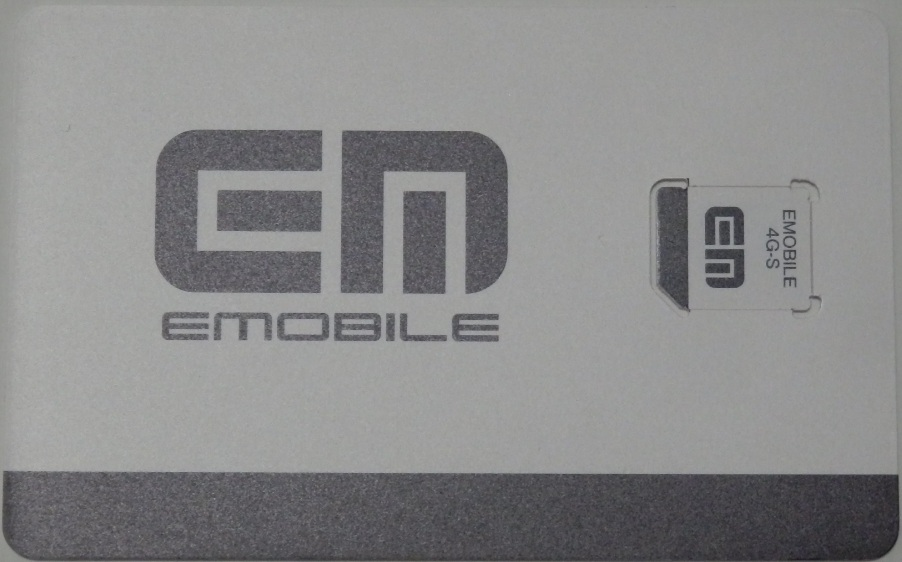
EMOBILE 4G-S USIMカード
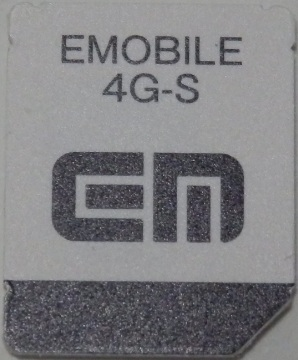
EMOBILE 4G-S USIMカード

本来は、本契約のUIMカードのみの契約は不可だが、2014年2月27日より、日本語版のGoogle Playから購入したNexus 5で、なおかつ特定のIMEIの番号上8桁がワイモバイルが指定するものの2種類のいずれかの端末持ち込みであればUIMカード単体の契約を可能とすることになった。その後、ワイモバイル移行後の2014年9月1日より、後継の「電話サービス(タイプ1)」にて、使用する端末に関わらずUIMカードのみの契約が可能となった。
本契約の場合、ソフトバンクグループとなる、ソフトバンクモバイル・ウィルコムの3G番号からのMNPとそうではないNTTドコモ(同社MVNOを含む)とKDDI、沖縄セルラー電話からのMNPとでは優遇施策に著しい差をつけている（他社MNPとまっさらな新規とでの差よりも大きくなっている）。
2014年8月以降は、ワイモバイルの約款上、WILLCOM CORE 3Gの音声契約（PHS音声を伴わないもの）とともに、「電話サービス（タイプ1）」に位置付けられている（旧契約は、約款上経過措置で残されているが、新たに加入は不可となるため、プラン変更には「電話サービス（タイプ1）」への移行を伴う）。なお、沖縄県のユーザが4G-Sのプランから「電話サービス(タイプ1)」に規定されるスマホプランS/M/Lに変更する場合、契約先の会社がワイモバイル→ソフトバンクモバイル→ソフトバンクに原則変更となる。
2018年1月31日を以て、イー・アクセス時代までの音声契約は、3G波の停波のため使用不可となるが、本契約は旧イー・アクセス音声網を利用しない契約であるため、停波の対象外となる。ただし、VoLTEに非対応であるため、2024年1月頃に予定されているSoftBank 3Gのサービス終了までには巻き取りがなされる見通しである（本プランでは音声通話が不可となるため）。

## 対応端末

### AXGP網利用時、下り最大76Mbps、上り最大10Mbpsとなる端末

#### スマートフォン
- ARROWS S EM01F - 富士通M製（スマートフォン） 2013年8月20日発売

### ダブルLTE網利用時、下り最大112.5Mbps、上り最大37.5Mbpsとなる端末

#### スマートフォン
- Nexus 5 EM01L[7] - LGエレ製（スマートフォン） 2013年11月15日発売

## その他
ワイモバイルとの契約ではあるが、利用方法の実態としては、ソフトバンクモバイルで契約した場合と準ずる使用方法となるため、ワイモバイルの他の契約形態から利用期間やメールアドレスは基本的に引き継ぐことができない。
また、契約者向けログインサイトについても、自社が管理する「My EMOBILE」ではなくソフトバンクモバイルが管理する「My SoftBank」を利用していたため、emobileメールの利用も不可であった。現在、EMOBILE 4G-Sの契約者向けのログインサイトは、自社が管理する「My Y!mobile」に変更されているが、ワイモバイルの「電話サービス(タイプ1)」契約の場合に利用できるY!mobile メールは、EMOBILE 4G-Sの契約者は利用できない（メールの設定については、「My SoftBank」に転送され、そこで設定する。なお「My SoftBank」への直接のログインも引き続き可能だが、メール関連以外は、「お客様の契約では利用できません」となり、エラー画面が表示される）。
電話サービスの内容もソフトバンクモバイルのものと同等となる。例えば、自社の通信網では利用可能な、いわゆるナンバーリクエスト機能（ネットワーク上での「非通知拒否」機能。イー・モバイルブランドでは、「電話番号リクエスト」と呼称していた。Y!mobileブランドでは、PHSを含め、元はウィルコムが使用していた名称である「番号非通知ガードサービス」と呼称している。）については、ソフトバンクモバイルの通信網では提供されていない都合上利用不可となり、端末固有の機能やダウンロードしたアプリの機能に依存する。逆に、自社の通信網（PHSを除く）では119番（消防/救急への緊急通報）が利用できないエリアがあるが、こちらはソフトバンクモバイルの通信網を利用しているためエリアの制限はない。
請求は、ソフトバンクモバイルからなされる（ただし、窓口収納は、ソフトバンクショップでは不可）。このため、請求書や通帳の摘要欄の表示が「ソフトバンクモバイル」として記載される。ショップ店を除く請求書払いや引落の形態などは、ソフトバンクモバイルと契約したものに準じて行われる。